# Valentine Visconti (1368-1408)
Pour les articles homonymes, voir Visconti et Valentine Visconti.
Pour les autres membres de la famille, voir Famille Visconti.
Valentine Visconti, aussi appelée Valentine de Milan, est une princesse milanaise née en 1366 ou 1368 à Pavie, et morte le 4 décembre 1408 à Blois. Elle devient duchesse d'Orléans par son mariage avec Louis d'Orléans, frère du roi de France Charles VI, et mère du poète Charles Ier d'Orléans.

## Biographie

### Famille et jeunesse
Fille de Jean Galéas Visconti (1351-1402), seigneur puis duc de Milan, et d'Isabelle de France (1348-1372), elle-même fille du roi Jean II le Bon, Valentine est la cousine germaine de Charles VI et de Louis de Valois, son mari. 
Valentine est née et élevée au château de Pavie. Sa mère mourant peu de temps après sa naissance, c’est Blanche de Savoie, sa grand-mère, qui l’élève aux côtés de sa tante paternelle Violante Visconti. Blanche était connue pour sa bonté et sa charité. Pieuse et lettrée, elle remplit parfaitement son rôle dans l’éducation de Valentine. 
Eustache Deschamps décrit Valentine Visconti comme une femme « juene, fresche, joly, de hault atour ». Elle est encensée par la plupart des chroniqueurs médiévaux avant son arrivée en France, et est réputée être une princesse belle et intelligente à la cour de France.

### Premiers projets de mariage
Plusieurs projets de mariage sont ébauchés dès les années 1380. Un premier mariage est conclu avec Carlo Visconti, le fils de son grand-oncle Bernabo. Celui-ci échoue alors que les dispenses du pape sont accordées. 
Jean Galéas cherche par le mariage de sa fille une alliance forte, un moyen de consolider sa puissance en Italie et d’étendre toujours plus ses frontières. Aux yeux d’Alain Marchandisse : « Valentine était à n’en pas douter un produit franco-milanais de premier choix sur le marché matrimonial du temps ». Cela expliquerait ces nombreuses tentatives de négociations avec son père, puisqu’en juillet 1385, c’est Louis II, duc d’Anjou, comte de Maine et prétendant au trône de Naples qui est le possible futur époux de la tant convoitée fille du seigneur de Milan. 
Celles-ci n’aboutissant pas réellement, c’est du côté du duc Jean de Gorlitz, que Jean Galéas voit l’espoir de marier sa fille entre décembre 1385 et octobre 1386. Jean étant le demi-frère cadet du roi des Romains Venceslas de Luxembourg, il représente une alliance potentielle puissante. Cette troisième tentative de mariage pour Valentine n’aboutit également pas pour des raisons de grandeur. Jean Galéas voulait en effet une alliance de circonstances lui permettant d’affermir sa position face à ses ennemis voisins, lui donnant par ailleurs une véritable assise juridique sur le plan géopolitique, alors même qu’il venait de commanditer l’emprisonnement et l’assassinat de son oncle Bernabo, en mai et décembre 1385. Mais à n’en douter, ce tyrannicide n’a finalement pas vraiment soulevé une crise politique au nord de la péninsule, et lui a permis de réunir Milan et Pavie sous la même autorité.

### Mariage, dot et enfants
Elle épouse le 17 août 1389 à Melun Louis de France (1372-1407), fils du roi de France Charles V, alors duc de Touraine, qui deviendra duc d'Orléans le 4 juin 1392. Ce mariage est dû à la guerre de Cent ans, qui voit Jean le Bon ruiné par les batailles et les défaites. La famille Visconti, connue pour être très riche et imposer de lourdes contributions à ses sujets, verra un intérêt dans cette union en subventionnant gracieusement le roi de France, lui permettant de payer ses frais de guerre.
Une ambassade part en mai de Paris pour rejoindre la Lombardie. Cette ambassade est composée de Jean de la Personne (vicomte d'Acy) et Jean de Montaigu (seigneur de Saclas). Elle a pour but premier de négocier les conditions du mariage qui sont déjà décidées de part et d’autre. Louis et Valentine étant cousins germains, ils reçoivent les dispenses nécessaires de la part du pape d’Avignon, Clément VII, en novembre 1386. Dans la même année, Louis devient en parallèle duc de Touraine par apanage. Celui-ci signe le 27 janvier 1387 les promesses définitives de mariage auprès du procureur de Valentine, Bertrand Guasco. Le contrat de mariage est ensuite signé par le roi et ratifié par Jean Galéas Visconti le 8 avril de la même année. Valentine est dès lors considérée comme duchesse de Touraine et femme de Louis Ier d’Orléans. Malgré cela, elle ne rejoindra son mari qu’en 1389, lors de son entrée à Paris, moment où le mariage fût solennellement célébré le 17 août à Melun.
Les termes du contrat stipulent une dot en espèces de 450 000 florins, payable en plusieurs termes, ainsi que l’héritage pour sa fille de l’ensemble des seigneuries de Jean Galéas, s’il venait à n’avoir d’autres héritiers.
De cette union naissent dix enfants :
- Charles, duc d'Orléans, père de Louis XII de France ,
- Philippe[10], comte de Vertus ,
- Jean, comte d'Angoulême, grand-père de François Ier de France ,
- Marguerite d'Orléans[10], comtesse de Vertus, qui épousera Richard de Bretagne ,
- ainsi que six autres enfants morts très jeunes.

### Vie à la cour

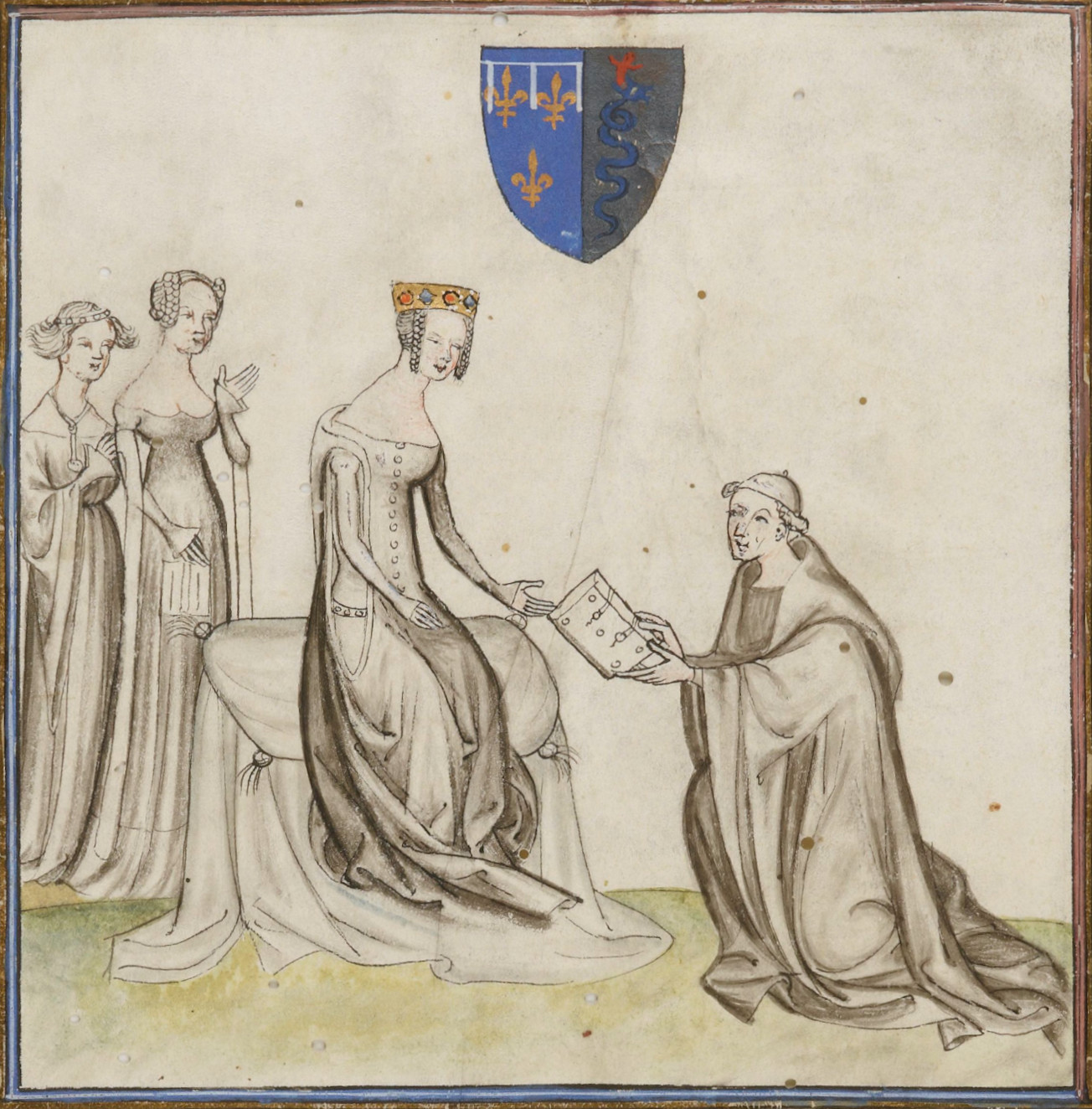
Honorat Bovet offrant son œuvre à Valentine Visconti, miniature tirée de lApparicion maistre Jehan de Meun, BnF, ms. Français. 811, f. 1v., vers 1398.

Pendant son séjour à Paris, elle demeure à l'hôtel de Navarre. Le jeune couple d'Orléans mène une vie fastueuse. Mais Valentine ne reste que sept ans dans la capitale, jusqu'en 1396 : on raconte que le roi Charles VI, devenu fou depuis 1392, est plus attaché à elle qu'à sa propre femme, la reine Isabeau de Bavière, qui passe réciproquement pour la maîtresse du duc d'Orléans ; on murmure aussi que son père Jean-Galéas Visconti, à son départ de Milan, lui déclara qu'il ne voulait plus la voir avant qu'elle ne soit reine de France (« Adieu, belle fille, je ne vo quiers jamais veoir que vous ne soiiez roueyne de Franche »). La même année, en 1396, Louis éloigne sa femme de la cour où s'exacerbent les tensions autour du roi fou. Elle rejoint alors les domaines du duché d'Orléans.

### Veuvage et mort
Son mari est assassiné le 23 novembre 1407 par des sbires de son cousin et rival politique le duc de Bourgogne Jean sans Peur. Elle revient alors deux fois à Paris, en décembre 1407, et le 3 janvier 1408, en son nom et celui de ses enfants, rendre hommage au roi pour les duchés d'Orléans et de Valois, les comtés et vicomtés de Blois, de Dunois, de Beaumont-sur-Oise, d'Angoulême, de Périgord, de Vertus, de Porcien, pour la terre et baronnie de Coucy, les terres de Champagne, pour les châtellenies de la Ferté-Alais, de Nogent-l'Artaudet de Gandelu, pour les droits acquis de Marie Ire de Coucy sur les villes de Soissons, et de Ham et sur diverses seigneuries de Thiérache, enfin pour une rente de 1 800 livres tournois sur le trésor et toutes possessions qui étaient échues à elle et à ses enfants par le trépas de Louis d'Orléans, à l'exception de l'acte d'hommage du comté de Vertus qui lui appartenait de son héritage, et en août 1408, pour réclamer justice.

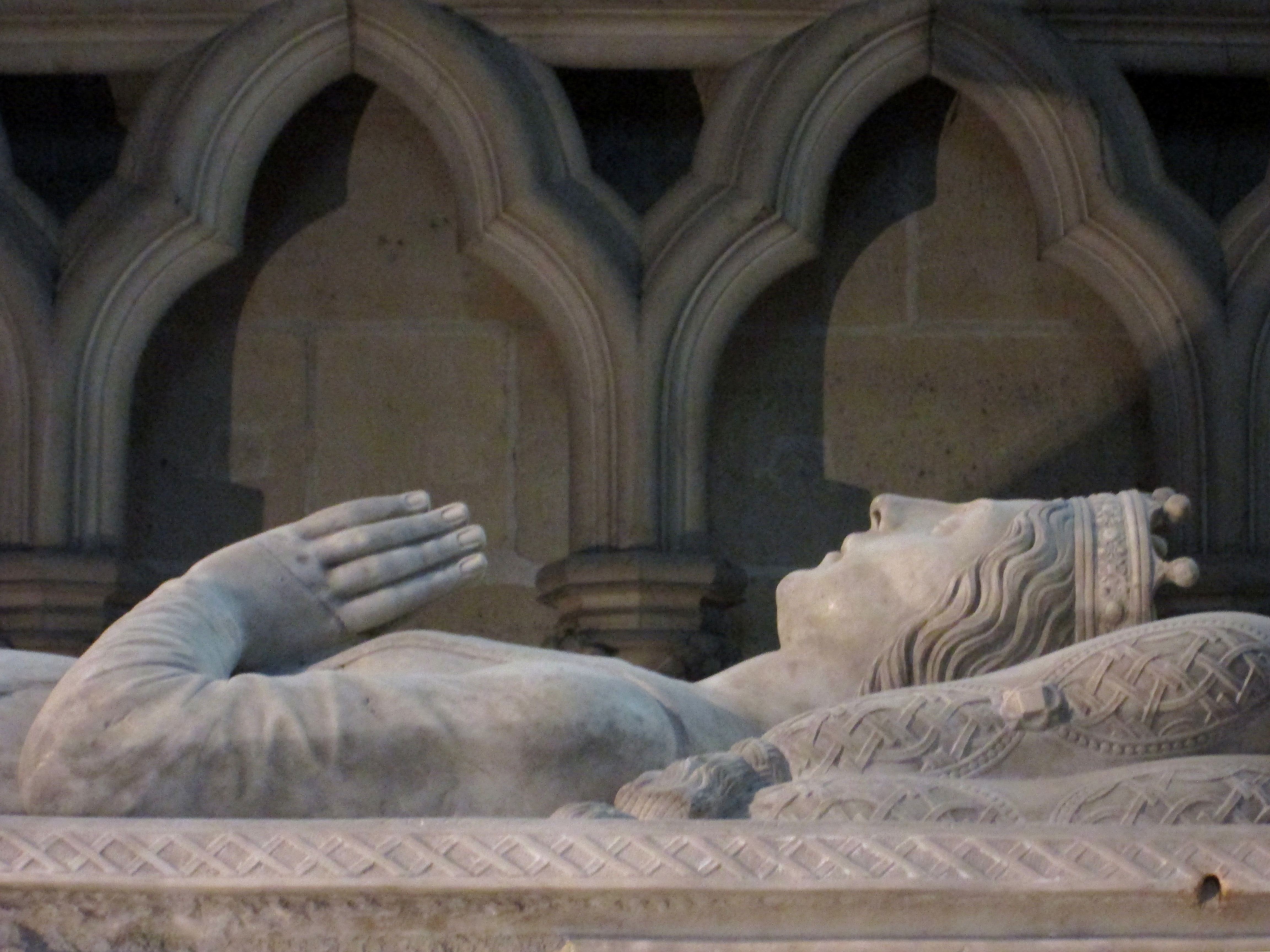
Détail du gisant de Valentine Visconti, basilique Saint-Denis.

Retirée au château de Blois, elle fait graver sur les murs et sur le tombeau de la chapelle des Célestins la phrase devenue célèbre : « Rien ne m’est plus, plus ne m’est rien. » Valentine meurt à peine plus d'un an après l'assassinat de son époux, au château de Blois. Inhumée auprès de son mari dans la chapelle des Célestins de Paris, on peut voir aujourd'hui son gisant à la basilique Saint-Denis.
Eustache Deschamps a écrit une poésie en son honneur. Elle est aussi la mère de l'un des plus célèbres poètes du XVe siècle, Charles d'Orléans.

## Représentation dans l'art
Au XIXe siècle, Valentine a été représentée à plusieurs reprises par les peintres du mouvement troubadour. On la met en scène pleurant la mort de son époux assassiné (Valentine de Milan pleurant la mort de son époux de Fleury Richard, 1802, Valentine de Milan pleurant au tombeau de son époux de Marie-Philippe Coupin de La Couperie, 1822, Valentine de Milan d'Eugénie Servières, 1822), réclamant justice (Valentine de Milan implore la justice du roi Charles VI d'Alexandre Colin en 1836) ou demandant vengeance (Valentine de Milan montre l’armure de son époux au jeune Dunois et lui fait jurer qu’il vengera sa mort de Joséphine Degeorges, 1814).
Une statue la représentant, réalisée par Victor Huguenin en 1846, figure dans la série des Reines de France et Femmes illustres dans le jardin du Luxembourg à Paris.
Le personnage a aussi inspiré un opéra, Valentine de Milan (en), au compositeur Étienne Méhul sur un livret de Jean-Nicolas Bouilly. L’œuvre inachevée, complétée par le neveu de l'auteur, Louis Joseph Daussoigne-Méhul, est présentée pour la première fois à Paris à l'Opéra-Comique le 28 novembre 1822.

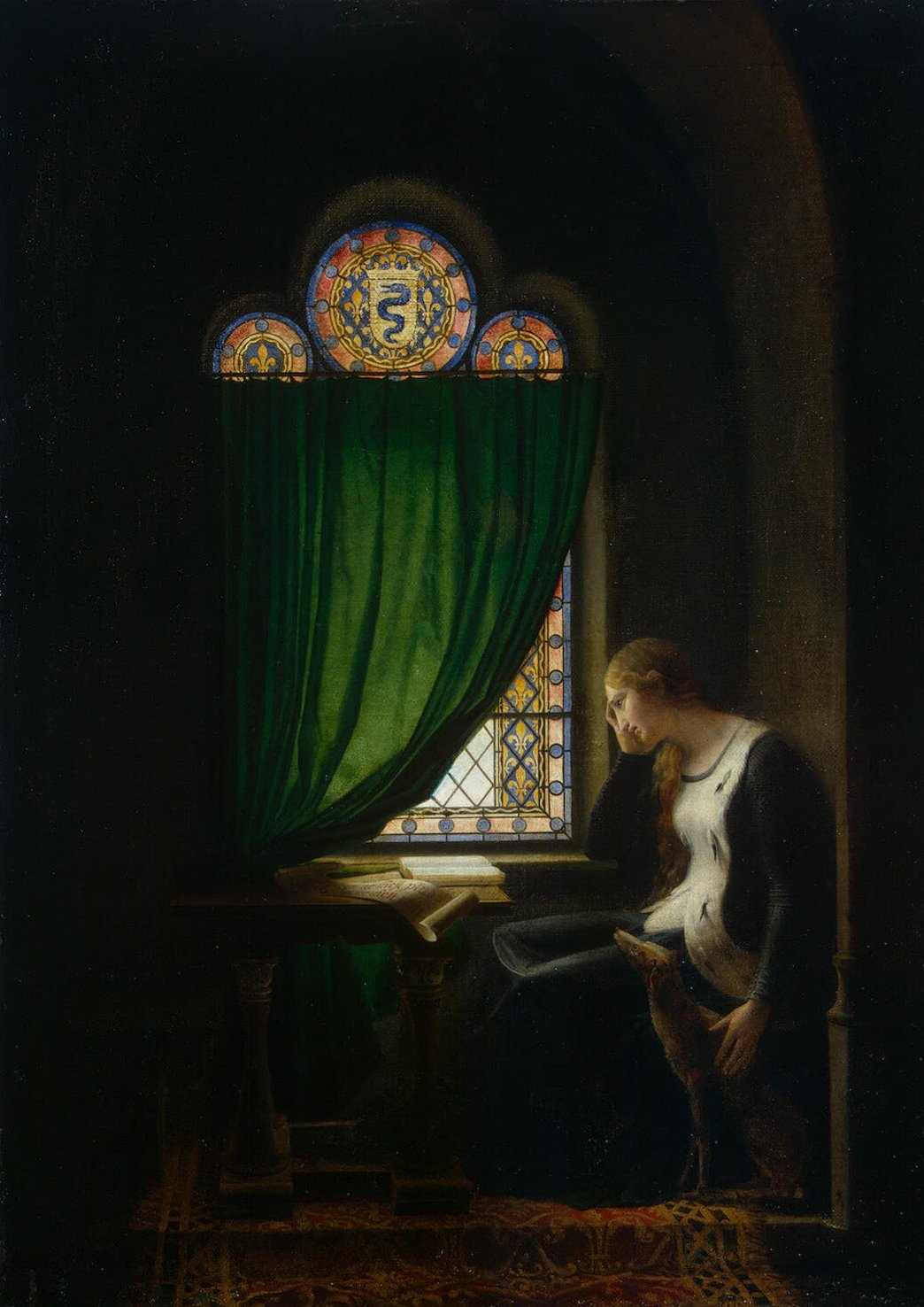
Fleury François Richard, Valentine de Milan pleurant la mort de son époux, vers 1802 (musée de l'Ermitage).
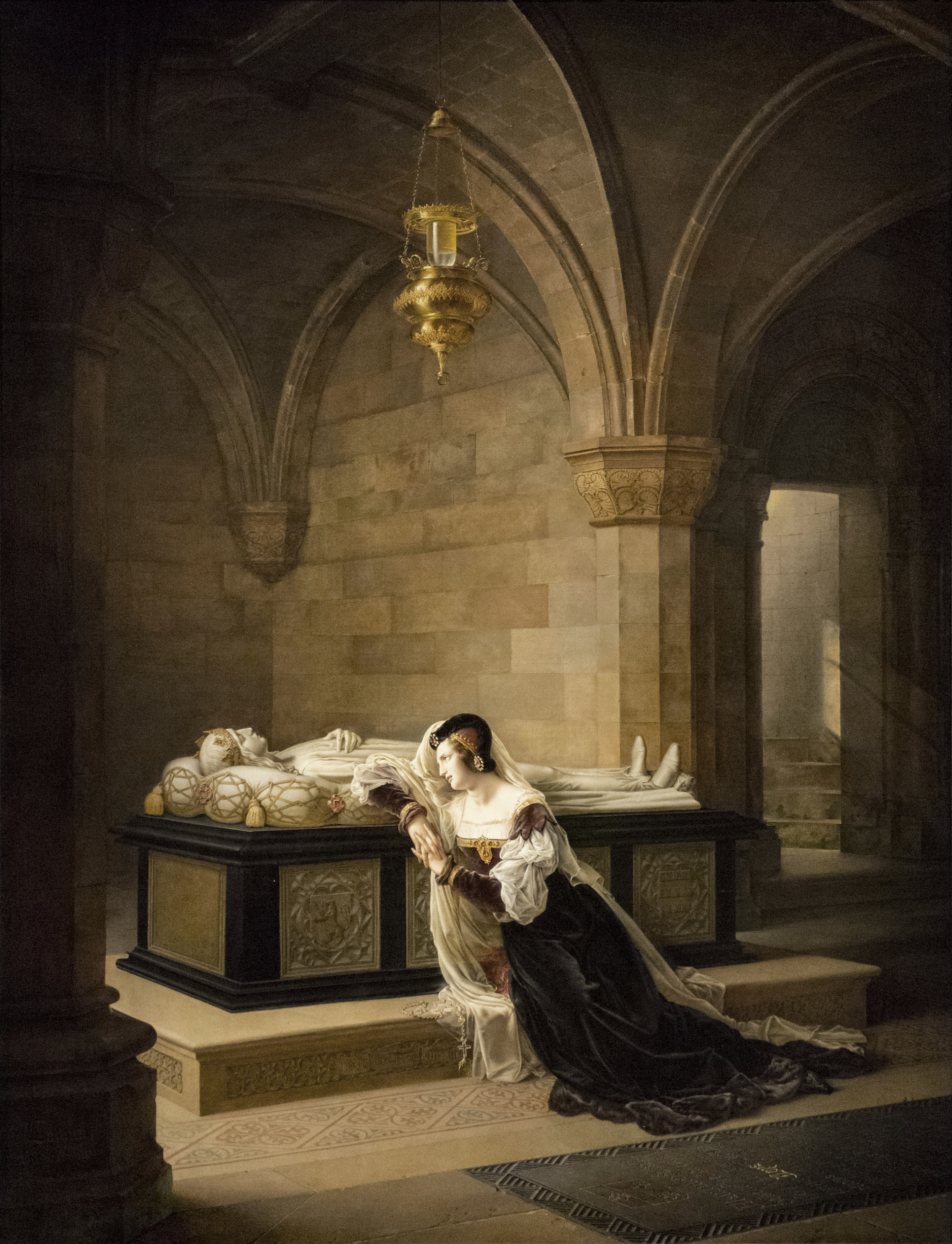
Marie-Philippe Coupin de La Couperie, Valentine de Milan pleurant son époux, Louis d'Orléans, 1822 (château de Blois).
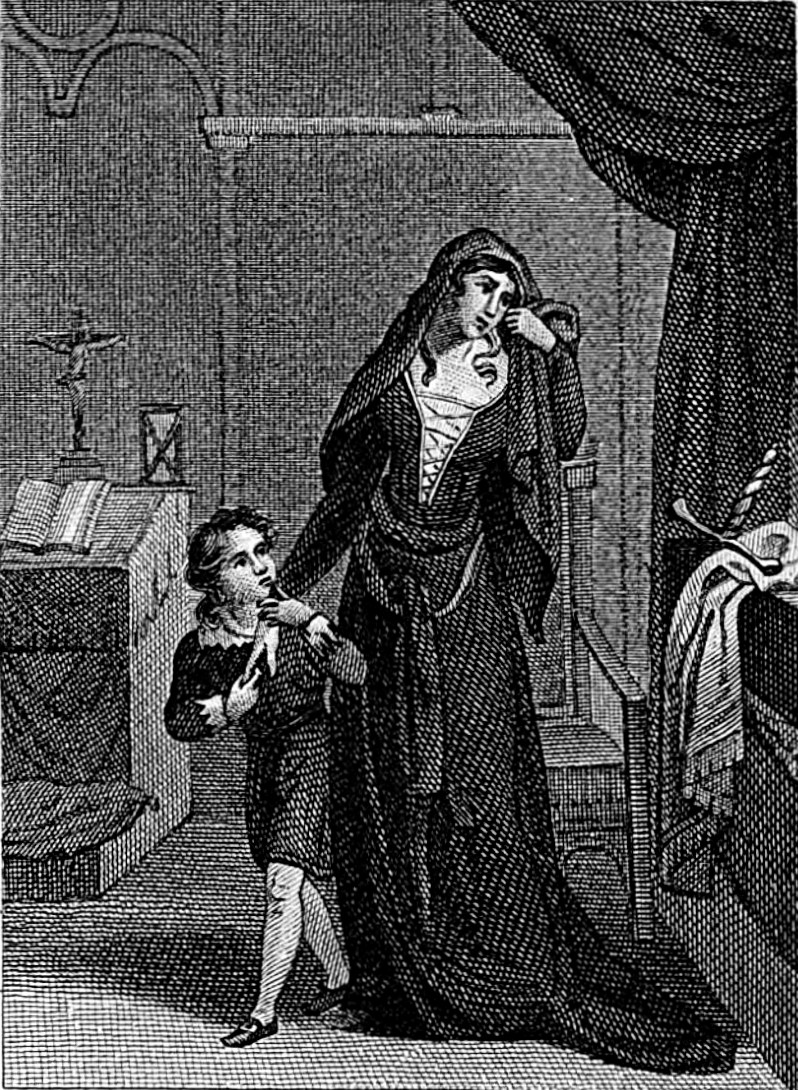
Eugénie Servières, Valentine de Milan, gravure anonyme d'après le tableau présenté au Salon de 1822
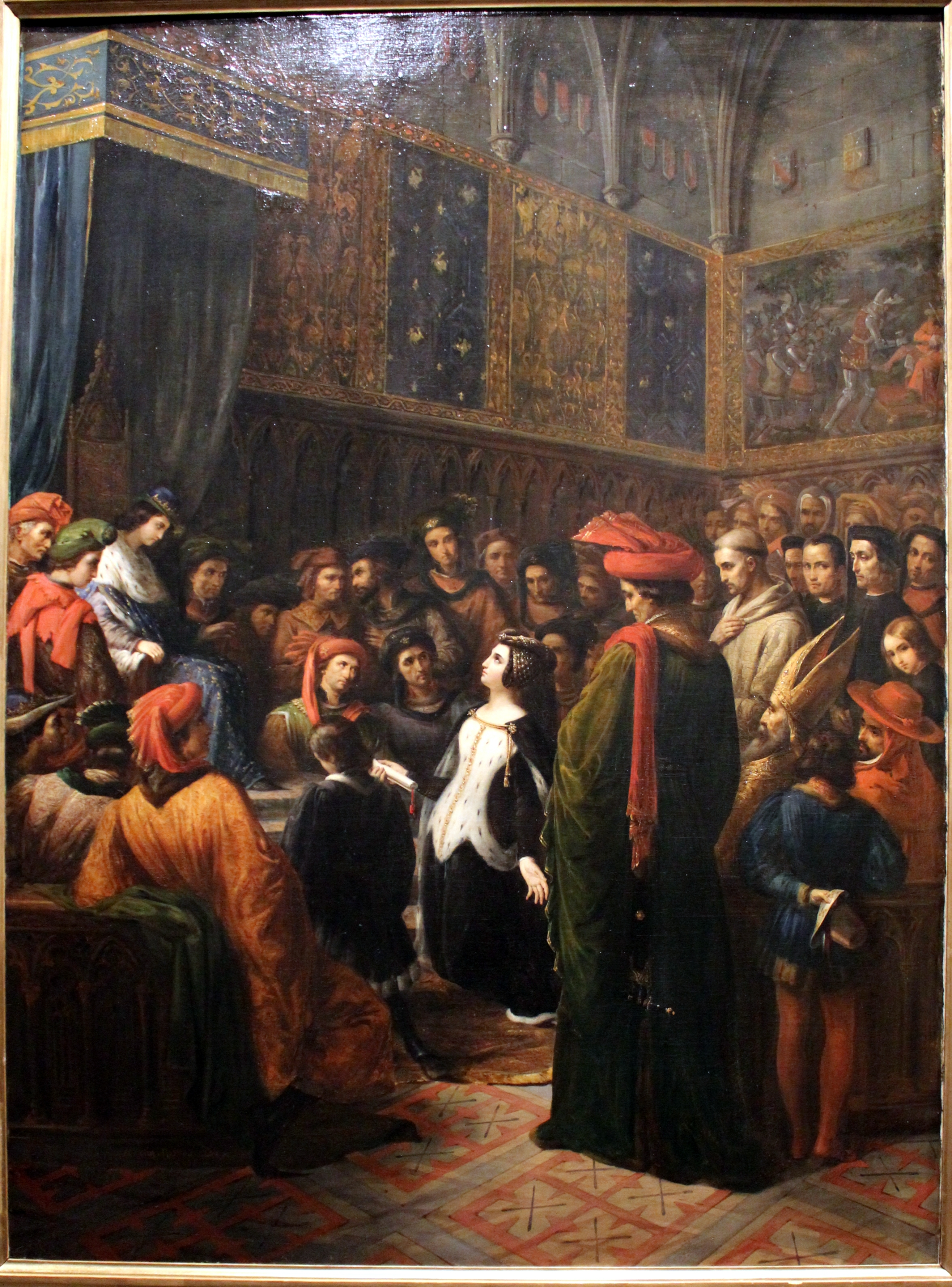
Alexandre Colin, Valentine de Milan implore la justice du roi Charles VI pour l'assassinat du duc d'Orléans, 1836 (musée de Versailles).
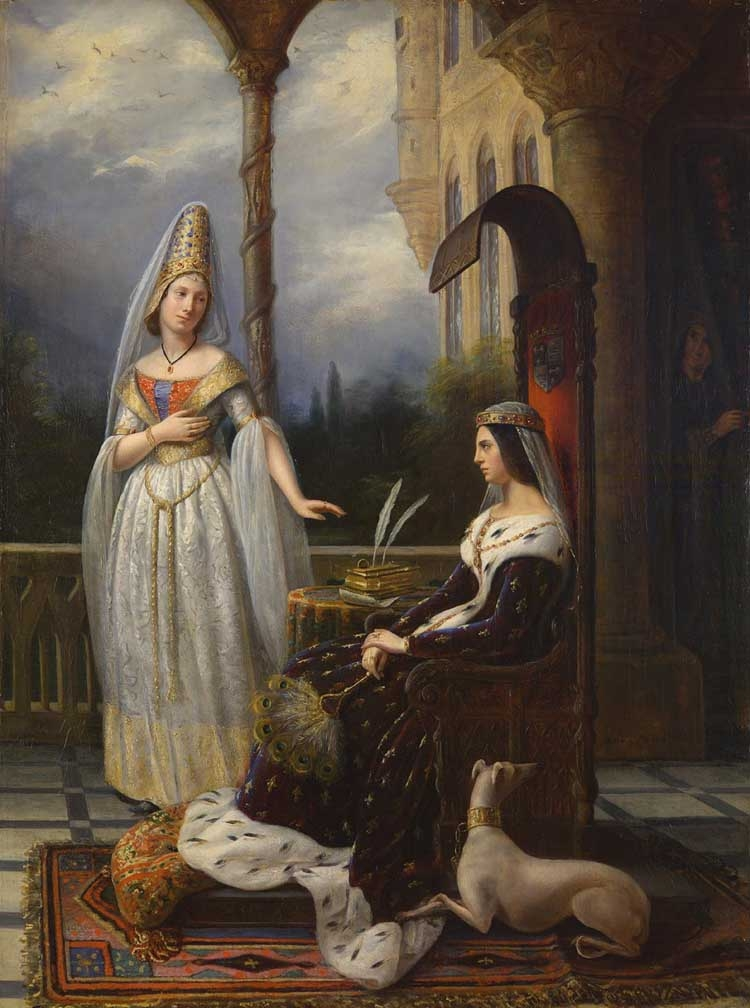
Anna Borrel, Valentine de Milan et Odette de Champdivers, 1838 (collection particulière).
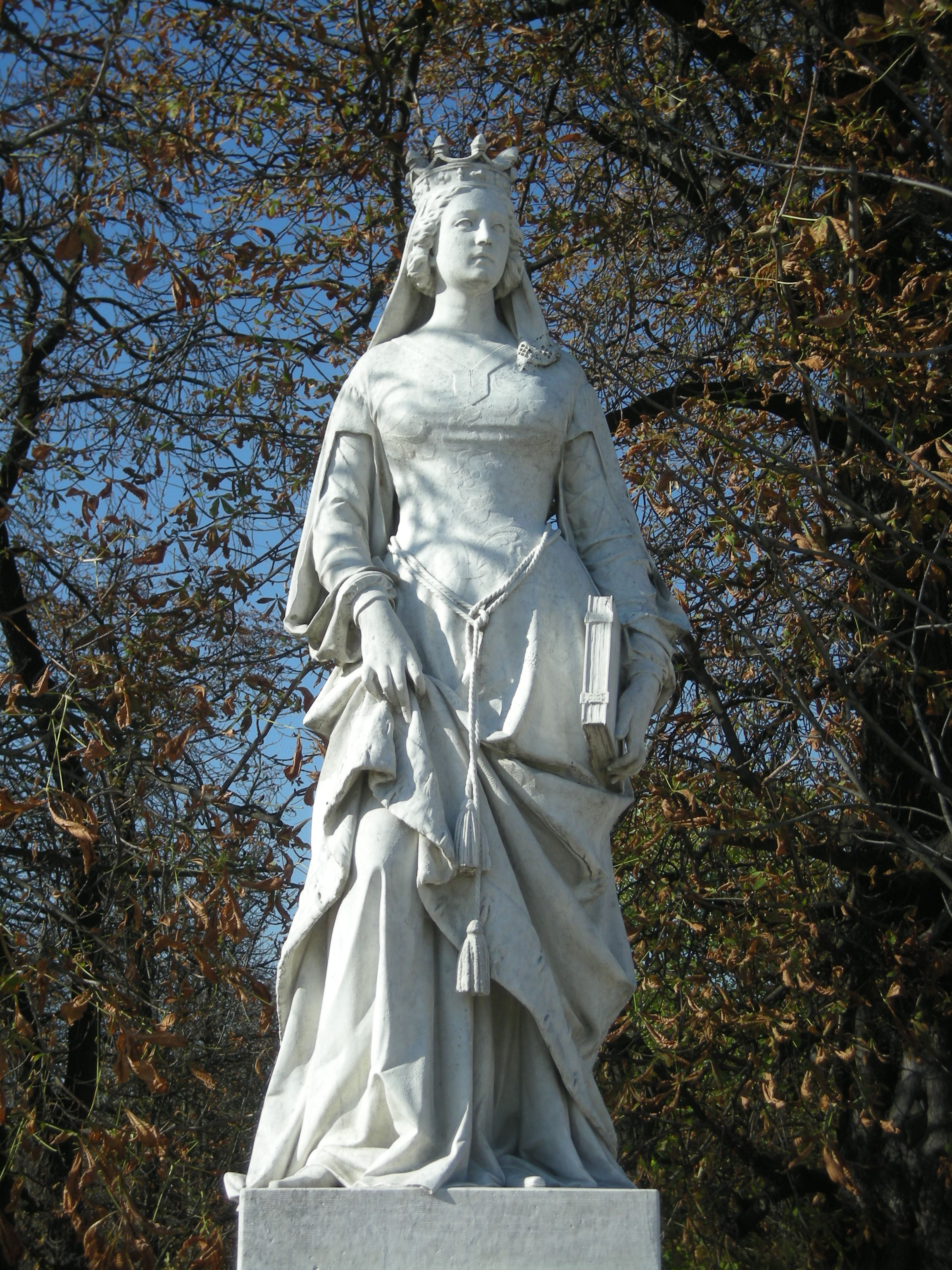
Victor Huguenin, Valentine de Milan, 1846 (Jardin du Luxembourg).